# تلویزیون خراسان
تلویزیون خراسان شبکه‌ای ماهواره‌ای است که در تاریخ دسامبر ۲۰۰۲ توسط حمید قادری بنا نهاده شد و در تاریخ مه ۲۰۰۲ پخش آن صورت گرفت.